# Luftwaffen-Sportverein Hamburg
Il Luftwaffen-Sportverein Hamburg, meglio conosciuto come LSV Hamburg, è stata una società polisportiva tedesca, con sede ad Amburgo.

## Calcio

### Storia
Il club venne fondato, in piena seconda guerra mondiale, l'8 dicembre 1942 per volontà del colonnello Fritz Laicher, comandante dell'artiglieria antiaerea di Amburgo, reparto dell'esercito a cui la squadra era affiliata.
Come campo di gioco venne utilizzato principalmente quello del Victoria Amburgo, il Stadion Hoheluft.
La rosa invece fu formata da molti calciatori provenienti da varie squadre di tutta la Gauliga, stanziati ad Amburgo per il servizio militare.
Nella stagione 1942-1943 il club anseatico giocò nella Tschammerpokal 1943, competizione nella quale raggiunse la finale, persa contro il First Vienna.
Nella stagione 1943-1944 venne inserito nella Sportbereichsklasse Hamburg ove si impose immediatamente, accedendo così alla fase finale della Gauliga 1943-1944. Gli anseatici raggiunsero la finale del torneo, soccombendo però al Dresdner SC.
Pur avendo iniziato il campionato seguente, a causa del negativo svolgersi della guerra per la Germania, dal 19 settembre 1944 su ordine dell'alto comando della Wehrmacht, la squadra amburghese, come tutte quelle militari, dovette interrompere ogni attività sportiva.

## Hockey su prato
La sezione di hockey su prato vinse il campionato 1944, battendo il TSV Sachsenhausen 1857.